# دایانا دو سانتوس
دایانا دو سانتوس (به انگلیسی: Daiane dos Santos) ژیمناست زادهٔ ۱۰ فوریهٔ ۱۹۸۳ میلادی اهل برزیل است.